# Anna Kónkina
Anna Fiódorovna Kónkina (en rus: Анна Фёдоровна Конкина) (óblast de Penza, 14 de juliol de 1947) va ser una ciclista soviètica. Va aconseguir quatre medalles als Campionats del Món de ciclisme en ruta, dues d'elles d'or el 1970 i el 1971. Als Campionats del Món dels anys 1967 i 1972 va obtenir la medalla de bronze.
També va ser campiona nacional els anys 1968, 1970 i 1971 a la cursa de persecució per equips de 3km i el 1969 a la cursa de grup. L'any 1968 va establir el rècord de l'URSS en la cursa de persecució per equips de 3km.

## Palmarès en ruta
- 1970
  -  Campiona del món en ruta
- 1971
  -  Campiona del món en ruta